# Reculée des Planches-près-Arbois
La reculée des Planches-près-Arbois, couramment nommée de reculée des Planches, est une reculée du massif du Jura située dans le département du Jura, en Bourgogne-Franche-Comté.

## Géographie

### Situation
La reculée des Planches-près-Arbois est située sur le territoire des communes de Planches-près-Arbois, La Chatelaine, Mesnay et Arbois.
La reculée est traversée par la Cuisance qui prend sa source dans le cirque du Fer à Cheval et dans la grotte des Planches. D'abord d'orientation nord, elle bifurque ensuite vers l'ouest au niveau de Mesnay en direction de la plaine de la Bresse.

### Géologie
La reculée des Planches-près-Arbois est considérée comme partie prenante de l'ensemble géologique nommé « reculée d'Arbois ».
La reculée d'Arbois est une reculée largement ouverte qui incise un plateau totalement boisé, avec une orientation N-S au fond, puis E-O au débouché. Le versant sud est assez régulier et peu sinueux, tandis que le versant nord est entaillé par de nombreux cirques spectaculaires dont l'escarpement dans les calcaires du Jurassique moyen est profond de plus de 200 m. Trois zones distinctes sont répertoriées : la zone amont (plateau) qui présente des couches monoclinales où l'érosion a dégagé un fond de reculée classique (cirque du Fer-à-Cheval), la zone médiane entièrement calcaire qui est en réalité un panneau affaissé et basculé, qui fut sculpté en versant régulier par l'érosion sans ruptures topographiques nettes, et la zone avale qui présente des couches horizontales et disloquées par des failles de faible rejet avec des escarpements isolés, séparés par des dépressions du Lias marneux.
Le fond de la reculée est marqué par des escarpements calcaires profond au rebord du plateau et marqués par de larges cirques, le fond du versant est plus doux avec la présence de terrains marneux du Lias. Ceci est dû à la disposition horizontale des séries du substrat. Le compartiment basculé en zone médiane présente une pente régulière sans escarpements. Au pied des cirques, les éboulis de l'effondrement des roches sont encore bien présents, tandis que la Cuisance, circulant au fond de la reculée, favorise leur érosion ; la rivière y érige des terrasses de tuf qui s'emboîtent en escaliers à sommets plats et forment la cascade des Tufs.

## Protection
Le site de la reculée des Planches-près-Arbois  est un site classé par décret du 20 décembre 2002 sur plus de 820 hectares pour son caractère pittoresque et scientifique,.